# Strana rozumu
Partei der Vernunft (Strana rozumu; zkráceně PDV) je politická strana v Německu s libertariánským programem, která byla založena v roce 2009 novinářem Oliverem Janichem.
Politika strany vychází z rakouské ekonomické školy. Prosazuje minimalistický stát, volný trh, svobodné bankovnictví, konkurenci měn, decentralizaci politické moci, princip subsidiarity a přímou demokracii. Odsuzuje nacionalismus, racismus, jakoukoli protidemokratickou politiku (ať levicovou či pravicovou) a cenzuru na internetu.
V září 2013 PDV, spolu s libertariánskými stranami ze Španělska (Libertariánská strana), Francie (Liberálně demokratická strana) a Nizozemska (Libertariánská strana), založila Evropskou stranu pro individuální svobodu (EPIL).